# Кемерін Крейґ
Кемерін Крейґ  (англ. Kami Craig, 21 липня 1987, Сан-Луїс-Обіспо) — американська ватерполістка, дворазова олімпійська чемпіонка, срібна призерка Олімпійських ігор, триразова чемпіонка світу.

## Виступи на Олімпіадах
| Олімпіада           | Дисципліна | Місце |
| ------------------- | ---------- | ----- |
| Пекін 2008          | водне поло | 2     |
| Лондон 2012         | водне поло | 1     |
| Ріо-де-Жанейро 2016 | водне поло | 1     |